# سوداگران تردید (فیلم)
سوداگران تردید یک فیلم مستند آمریکایی محصول سال ۲۰۱۴ به کارگردانی رابرت کنر است که با الهام از کتابی با همین نام نوشتهٔ نائومی اورسکس و اریک ام. کانوی ساخته شده است. این فیلم، استفادهٔ تولیدکنندگان صنعت دخانیات را از تاکتیک‌های روابط عمومی برای محافظت از کسب‌وکارشان در برابر تحقیقاتی که خطرات سلامتی ناشی از سیگار کشیدن را نشان می‌دادند، دنبال می‌کند. برجسته‌ترین این تاکتیک‌ها، پرورش دانشمندان و دیگرانی است که با موفقیت در نتایج علمی تردید ایجاد می‌کنند. این فیلم کمک یک شعبده‌باز حرفه‌ای، به بررسی شباهت بین این تاکتیک‌ها و روش‌هایی می‌پردازد که شعبده‌بازان برای پرت کردن حواس مخاطبان خود از مشاهدهٔ نحوهٔ اجرای شعبده‌بازی‌ها به کار می‌برند. این تاکتیک‌ها برای صنعت دخانیات، با موفقیت مقررات دولتی را تا مدت‌ها پس از ایجاد اجماع علمی در مورد خطرات سلامتی ناشی از سیگار کشیدن به تأخیر انداختند. به عنوان مثال دوم، این فیلم شرح می‌دهد که چگونه تولیدکنندگان مواد ضدحریق پس از گزارش اثرات سمی این مواد در مقالات علمی، برای محافظت از فروش خود تلاش کردند. دغدغه اصلی فیلم، استفاده مداوم از این تاکتیک‌ها برای جلوگیری از اقدامات دولتی برای تنظیم انتشار گازهای گلخانه‌ای در پاسخ به خطرات تغییرات اقلیمی جهانی است.

## تولید

### موضوعات مصاحبه
سازندگان این فیلم با بیش از دوازده نفر مصاحبه کردند که هرکدام با مجموعه‌ای از درگیری‌ها، از تنظیم مقررات محصولات دخانی گرفته تا تغییرات اقلیمی جهانی، مرتبط بوده‌اند. سوژه‌های مصاحبه به ترتیب حضور در فیلم عبارتند از:
- استانتون گلانتز، استاد پزشکی و فعال در زمینه تنظیم مقررات مربوط به استعمال دخانیات. در سال ۱۹۹۴، گلانتز کارتنی از اسناد کپی‌شده از سوابق شرکت دخانیات براون و ویلیامسون دریافت کرد که نشان می‌داد آنها از اوایل دهه ۱۹۵۰ از خطرات سلامتی ناشی از استعمال دخانیات آگاه بوده‌اند.
- سم رو و پاتریشیا کالاهان، خبرنگاران روزنامهٔ شیکاگو تریبون که در سال ۲۰۱۲ «تولیدکنندگانی را که با ادامه استفاده از مواد ضدحریق سمی در مبلمان خانگی و تشک‌های گهواره، سلامت عمومی را به خطر می‌اندازند، افشا کردند و باعث ایجاد تلاش‌های اصلاحی در سطح ایالتی و ملی شدند.» کالاهان و رو، فینالیست‌های جایزهٔ پولیتزر برای گزارشگری تحقیقی بودند.[۶]
- جیمز هانسن، دانشمند سابق ناسا که شهادتش در سال ۱۹۸۸ در مورد تغییرات اقلیمی در کمیته‌های کنگره به افزایش آگاهی عمومی در مورد گرمایش جهانی کمک کرد. هانسن به یکی از مدافعان برجستهٔ تنظیم انتشار گازهای گلخانه‌ای تبدیل شده است.
- جان پاساکانتاندو، مدیر اجرایی سابق صلح سبز، سازمانی متشکل از فعالان محیط زیست.
- ویلیام اوکیف، مدیر اجرایی مؤسسهٔ جورج سی. مارشال،[۷] سازمانی که با مقررات دولتی در مورد انتشار گازهای گلخانه‌ای مخالف است.

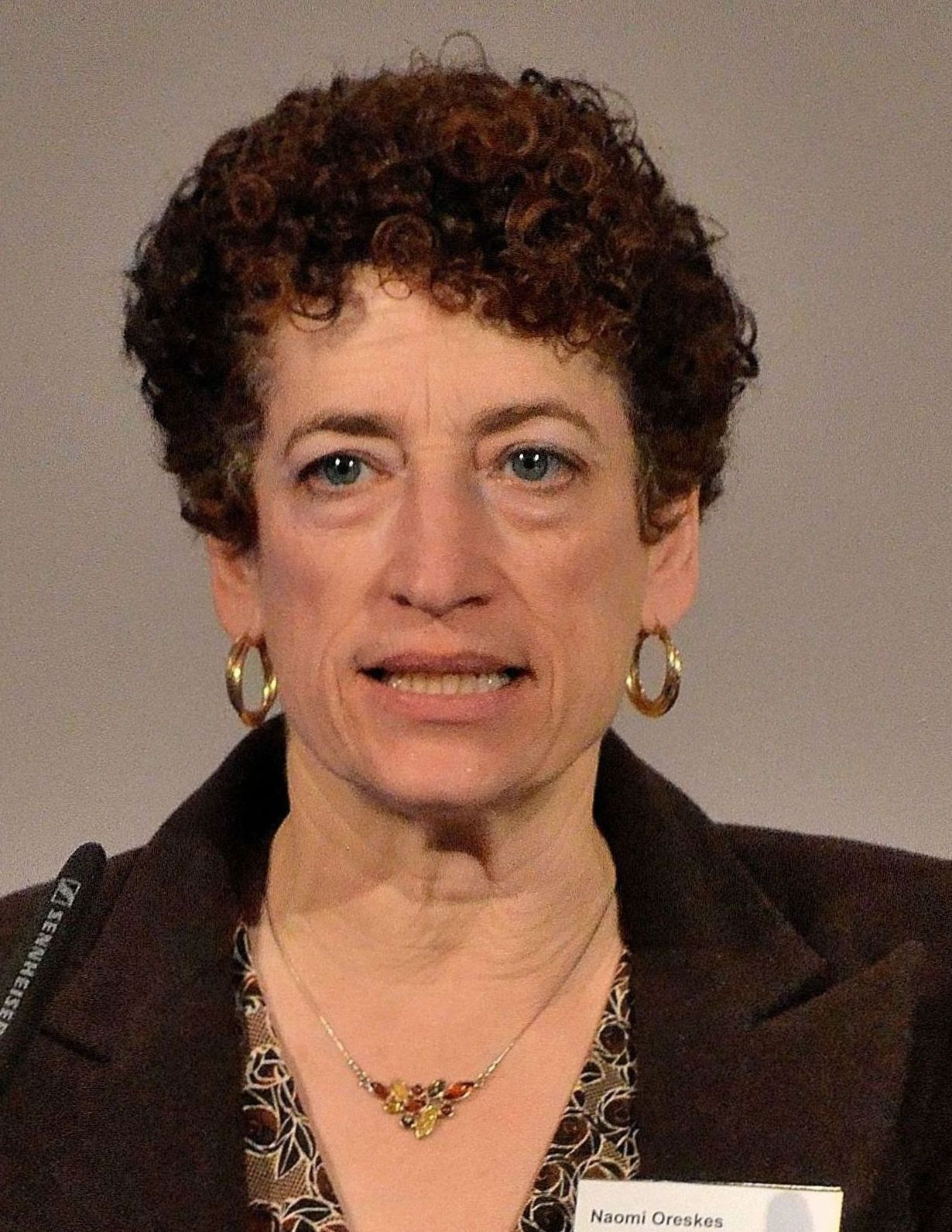
نائومی اورسکس (۲۰۱۵)، نویسندهٔ مشترک کتاب سوداگری تردید

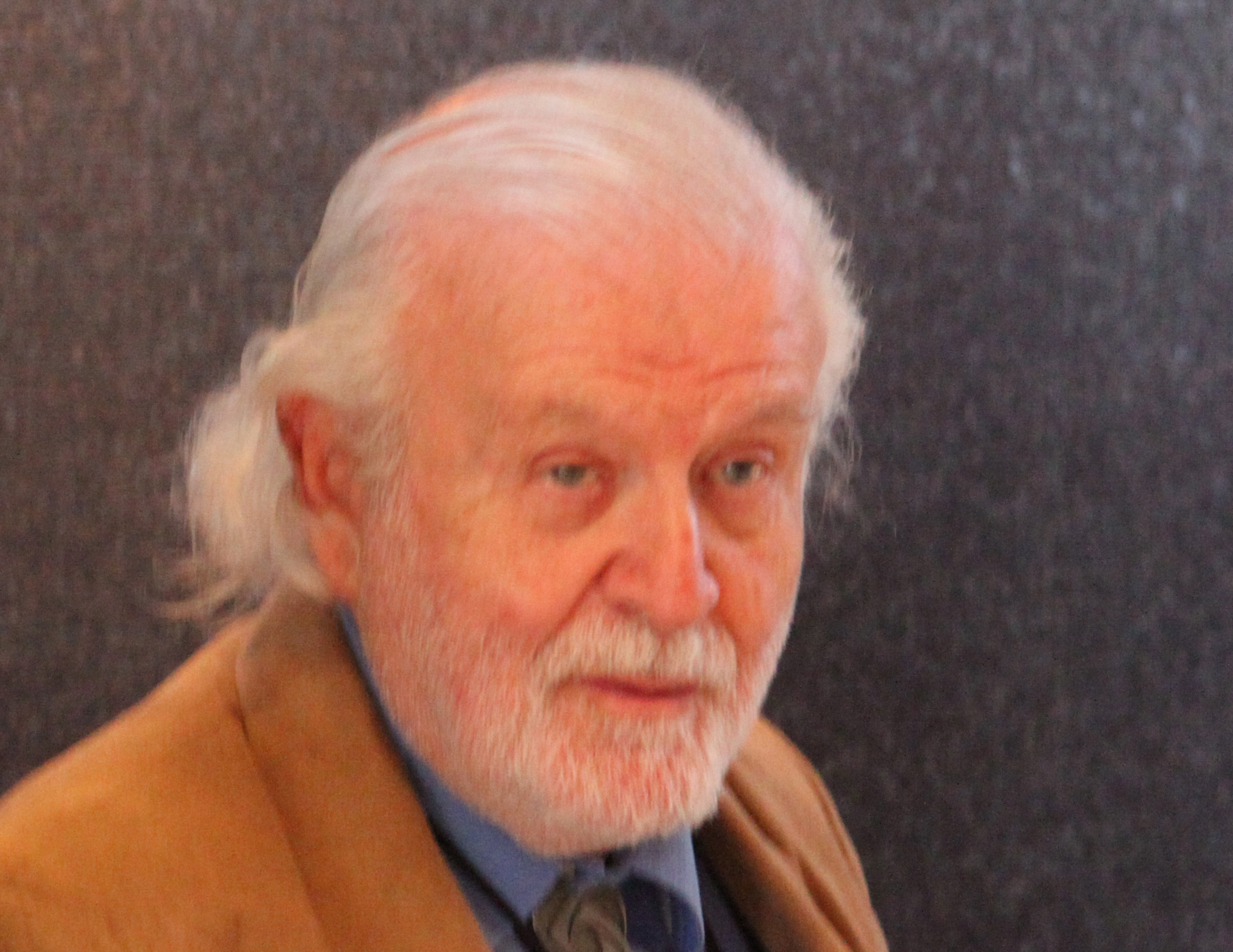
فرد سینگر (۲۰۱۱)، از مخالفان برجستهٔ مقررات مربوط به گازهای گلخانه‌ای

- نائومی اورسکس، استاد تاریخ علم، و نویسندهٔ مشترک کتابی که الهام‌بخش فیلم بوده است.
- فرد سینگر، فیزیکدان و دانشمند محیط زیست که در سال ۱۹۹۰ پروژه سیاست علم و محیط زیست (SEPP) را تأسیس کرد تا در کنار سایر مسائل، علیه تنظیم انتشار گازهای گلخانه‌ای نیز فعالیت کند.
- مایکل شرمر، نویسنده و ناشر مجله اسکپتیک شرمر در ابتدا در مورد تنظیم انتشار گازهای گلخانه‌ای «مخالف» بود، اما با پیشرفت شواهد علمی در مورد تغییرات اقلیمی، دیدگاه‌های او تغییر کرد.
- متیو کرافورد، نویسنده و مدیر سابق مؤسسه جورج سی. مارشال. کرافورد به دلیل نفوذ حامیان مالی مؤسسه در تعیین فعالیت‌ها و مواضع مؤسسه استعفا داد.
- مارک مورانو، فعال سیاسی که از سال ۲۰۰۹ وب‌سایت انکار تغییرات اقلیمی ClimateDepot را منتشر کرده است. برای تشویق به شکایت از دانشمندانی که کارشان به عنوان حمایت از اقدامات مربوط به انتشار گازهای گلخانه‌ای تلقی می‌شود، این وب‌سایت آدرس آنها را منتشر می‌کند.
- بن سانتر، مایکل ای. مان و کاترین هیهو، دانشمندان آب و هوایی که به دلیل کارشان در مورد تغییرات اقلیمی جهانی، تهدیدهای شخصی دریافت کرده‌اند.
- تیم فیلیپس، رئیس سازمان آمریکایی‌ها برای رفاه، که علیه مقررات دولتی در مورد تغییرات اقلیمی و سایر مسائل فعالیت می‌کند.
- باب اینگلیس، نماینده سابق ایالات متحده از حوزه انتخابیه چهارم کارولینای جنوبی که پس از اعلام تغییر نظرش و اینکه اکنون معتقد است تغییرات اقلیمی جهانی مشکلی است که دولت باید به آن رسیدگی کند، کرسی خود را در انتخابات مقدماتی از دست داد. اینگلیس پس از از دست دادن کرسی خود در کنگره، تلاش برای جلب حمایت برای اقدام در جهت مقابله با تغییرات اقلیمی جهانی در مناطق محافظه‌کار ایالات متحده را آغاز کرد.